# Basmah bint Saud Al Saud
Basmah bint Saud bin Al Saud (Riyad, 1 maart 1964), ook wel Basma, is een Saoedi-Arabische zakenvrouw, schrijfster en mensenrechtenactiviste.
Prinses Basmah is het jongste kind van koning Saud, die in 1964 bij een paleisrevolutie door zijn broer Faisal werd afgezet.
Basmah kreeg internationale bekendheid met een door haar bedachte politieke theorie voor een goede samenleving en die ze de "Vierde weg wet" noemt. Ze stelt dat er vier grondbeginselen zijn om het leven in balans te krijgen: veiligheid, vrijheid, gelijkheid en onderwijs. Veiligheid beschouwt ze als het belangrijkste van de vier.
Op 28 februari 2019 werd Basmah bint Saud gearresteerd toen zij en haar dochter Saoedi-Arabië probeerden te verlaten om in Zwitserland een medische behandeling te ondergaan. In april 2020 twitterde ze dat ze al enkele maanden werd vastgehouden in de al-Ha'ir-gevangenis waar ze bleef. Ook vroeg ze in april 2020 via Twitter aan koning Salman of die haar kon vrijlaten. Op 6 januari 2022 werd ze samen met haar dochter vrijgelaten.

## Biografie

### Jeugdjaren

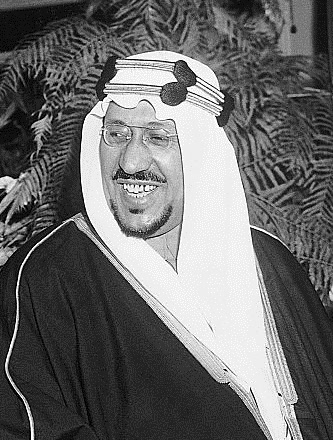
Koning Saud, de vader van Basmah

Basmah was het 115e en jongste kind van de tweede koning van Saoedi-Arabië, koning Saud. Haar moeder Jamila Asaad Ibrahim Merhi was een in Syrië geboren vrouw, afkomstig uit havenstad Latakia. Zij werd in haar tiende levensjaar uitgekozen om de zevende echtgenoot van Saud te worden toen ze in Mekka de hadj bezocht. Jamila kreeg met Saud zeven kinderen. Basmah werd geboren in het jaar dat haar vader werd afgezet als koning. Naar verluidt heeft zij haar vader slechts tweemaal ontmoet.
Basmah bracht met haar moeder een deel van haar jeugd door in Beiroet, Libanon. Dat was destijds de meest kosmopolitische stad van het Midden-Oosten. Vanwege de Libanese burgeroorlog, die begon in 1975, vluchtte haar moeder met Basmah en haar andere kinderen naar het Verenigd Koninkrijk.

### Opleiding
In Beiroet ging Basmah bint Saud naar een Franse school. In Groot-Brittannië ging ze naar een meisjesschool in Hertfordshire en een internationaal college in Oxford. Daarna studeerde ze twee jaar in Zwitserland.
Basmah woonde in verschillende Europese hoofdsteden en in de VS, waar ze aan verschillende universiteiten studeerde, voordat ze in 1983 met haar moeder naar Syrië verhuisde. In 1988 trouwde ze.

### Carrière
Nadat Basmah bint Saud van haar Saoedische echtgenoot scheidde in of na 2006, richtte ze een restaurantketen op in Saoedi-Arabië. Ze was van plan deze uit te breiden naar Groot-Brittannië, waar ze rond 2010 naartoe verhuisde.
Zij begon vanaf 2006 te schrijven voor Saoedische media. Vanaf dat moment begon ze ook oproepen te doen voor hervormingen in haar geboorteland. Tegelijkertijd bestudeerde ze volgens eigen zeggen literatuur, islamitische geschiedenis en de sharia. Ze schreef ook artikelen voor verschillende internationale tijdschriften.
Eind 2016 keerde ze met hulp van haar neef Mohammed ben Nayef al-Saoed terug naar Saoedi-Arabië om de nalatenschap van haar vader op te eisen, samen met haar 114 broers en zussen. Ze vroeg vergeefs om compensatie voor een lap grond van haar vader die was overgedragen aan de Universiteit van Taif. Compensatie daarvoor ontvingen de erfgenamen niet. Basmah kon ook geen toegang krijgen tot de banktegoeden van haar vader in Zwitserland.

## Gevangenschap
Begin 2019 werd zij gevangen genomen. In eerste instantie werd gedacht dat Basmah huisarrest had gekregen. Later bleek dat zij op 28 februari 2019 in haar eigen huis gearresteerd was door acht gewapende mannen op beschuldiging van het zonder toestemming willen reizen buiten het koninkrijk, dat voor alle leden van de koninklijke familie een strafbaar feit is in Saoedi-Arabië. Van de arrestatie zijn bewakingsbeelden uit het penthouse van Basmah door de Spaanse krant ABC gezien. Zij was van plan om naar Zwitserland te vliegen op advies van haar artsen en begeleid door haar dochter. Ze had daar in eerste instantie toestemming voor gekregen, maar het vliegtuig werd op 18 december 2018 aan de grond gehouden. Mogelijk hield haar arrestatie ook verband met familieaangelegenheden.Mogelijk hield haar arrestatie ook verband met familieaangelegenheden.
Haar dochter Souhoud bint Shuja Al-Sharif werd samen met haar in de Al-Ha'ir-gevangenis vastgehouden. Zij zou beschuldigd zijn van het aanvallen van een agent en van niet nader aangeduide cybercriminaliteit. Na hun arrestatie is er echter tegen geen van beiden een formele aanklacht ingediend. Sinds de arrestatie van de prinses mag ze geen regelmatig contact hebben met haar familie en heeft ze ook geen juridisch advies gekregen. Mogelijk heeft de Saoedische kroonprins, Mohamed Bin Salman, opdracht gegeven voor de gevangenneming. Vrouwenactiviste Loujain al-Hathloul heeft overigens in dezelfde gevangenis gezeten tot februari 2021.
De gevangenschap werd begin 2020 aan de orde gesteld tijdens een bezoek van leden van het Europees parlement aan Saoedi-Arabië. Supporters van Basmah lobbyden ook bij de Amerikaanse regering om hulp te krijgen voor haar vrijlating.
Basmah lijdt aan osteoporose, darm- en hartproblemen, maar heeft sinds haar detentie geen regelmatige of goede medische zorg gekregen. Haar familie denkt dat haar arrestatie verband hield met haar pogingen om haar deel te ontvangen van de erfenis van miljarden euro's die haar vader, koning Saud, had achtergelaten. Ook wordt wel gedacht dat haar vriendschap met haar neef en voormalig kroonprins Mohammed ben Nayef al-Saoed, een reden voor de arrestatie is geweest.

## Visie
Basmah bint Saud is voorstander van hervormingen in haar geboorteland, maar neemt daarbij een milde houding aan en baseert zich op de koran. Ze was actief deelnemer bij verschillende sociale instellingen en mensenrechtenorganisaties. Ze uitte haar mening in Arabische en internationale media en schreef artikelen en blogs over de moeilijke levensomstandigheden van Saoedi's, vooral die van vrouwen. Ze is daarmee een van de weinigen van de Saoedische koninklijke familie van rond de 15.000 leden die roepen om hervormingen in het land. Zij uit zich over gevoelige onderwerpen zoals misbruik van vrouwen, de armoede en over de religieuze politie in het land. Volgens haar is de religieuze politie, de Mutawa overal, en heeft die een gevaarlijke invloed op de maatschappij, omdat die politie verkeerde ideeën in de hoofden van mannen en vrouwen brengt.
Haar kritiek richt zich niet rechtstreeks op de koninklijke familie, maar op de Saoedische bestuurders, die volgens haar corrupt zijn en die geldende wetgeving niet handhaven. Basmah bint Saud schreef in april 2010 voor de krant Al Madina en vertelde dat ze geen enkele koranische of islamitische historische basis kon vinden voor een institutie van de staat die deugdzaamheid zou moeten bevorderen of zonde voorkomen. Ze voerde aan dat de arrestaties en afranselingen door religieuze politieagenten een verkeerde indruk over de islam zou geven. Ze steunt met name hervormingen in de Saoedische wetten met betrekking tot het verbod op gemengde bijeenkomsten van mannen en vrouwen, en om moslimvrouwen de keuze te geven om al dan niet bedekkende kleding te dragen.
Haar journalistiek en blogs hebben kritiek gekregen. Ze vertelde aan The Independent dat Saoedische functionarissen waren begonnen haar artikelen te censureren. Aan de andere kant hield ze vol dat haar verhuizing van Jeddah naar de Londense wijk Acton niet te wijten was aan druk van de Saoedische staat. Basmah bint Saud heeft het misbruik van de islamitische plichtenleer fiqh in de Saoedische samenleving in twijfel getrokken, met het argument dat het religieuze establishment moet worden hervormd zodat het een constructieve rol kan spelen bij het moderniseren van de samenleving en het verbeteren van de situatie van vrouwen in het koninkrijk.
In april 2012 vertelde Basmah aan de BBC dat zij veel veranderingen zou willen zien in Saoedi-Arabië, maar dat dit niet het moment is voor vrouwen om te mogen autorijden, een recht dat Saoedische vrouwen kregen als onderdeel van de hervormingen van koning Salman en kroonprins Mohammed bin Salman. Zij vreesde dat vrouwen als zij gaan autorijden gedwongen zouden worden te stoppen en slachtoffer zouden worden van geweld. Basmah pleitte in dat interview voor een aantal zaken die belangrijker zijn, zoals een goede grondwet met gelijke rechten voor mannen en vrouwen, wel gebaseerd op de islamitische leerstellingen, maar vrouwen zouden geen slachtoffer moeten zijn van de interpretatie van die leerstellingen door de rechterlijke macht. Ook pleit zij voor herziening van de echtscheidingswetten, zodat vrouwen makkelijker en vaker zelf een echtscheiding kunnen aanvragen. Herziening van het onderwijssysteem is nodig omdat in de huidige curricula de ondergeschiktheid van de vrouw wordt uitgedragen, wat volgens Basmah in strijd is met de Koran. Ook pleit zij voor hervorming van de sociale diensten, zodat vrouwen in geval van misbruik in het gezin toegang hebben tot een veilige plaats. Ten slotte wenst zij veranderingen in de rol van de mahram (de mannelijke voogd, meestal een familielid, die alle Saoedische vrouwen moeten hebben).
Basmah zet zich niet alleen voor vrouwenrechten in, maar ook voor toepassing van de sharia tegen mannen. De aanleiding was de veroordeling van een man die een ander zodanig had verwond dat er verlamming optradt. Een rechter veroordeelde de man tot een lijfstraf, waardoor die zelf ook verlamd zou worden. Basmah veroordeelde dit vonnis en verklaarde dat het om humanitaire redenen niet acceptabel was.
Via het door Basmah opgerichte GURA - Global United Centre for Research and Analysis, gevestigd in Londen, introduceerde zij de Fourth Way Law. Zij schreef daar in 2012 een twintig pagina's tellend Engelstalige boek over dat in 2016 in het Arabisch beschikbaar kwam.

## Privéleven
In 1988 trouwde Basmah met Shuja bin Nami bin Shahin Al Sharif, een lid van de familie Al Sharif. Ze kreeg met hem vijf kinderen, maar het echtpaar scheidde in 2006 (andere bronnen zeggen in 2007).

## Eerbetoon
De Oekraïense kunstenaar Mykola Sjmatko maakte rond 2013 een beeld ter ere van haar.